# Montmaur, Aude
Montmaur är en kommun i departementet Aude i regionen Occitanien  i södra Frankrike. Kommunen ligger  i kantonen Castelnaudary-Nord som ligger i arrondissementet Carcassonne. År 2022 hade Montmaur 350 invånare.

## Befolkningsutveckling
Antalet invånare i kommunen Montmaur
Referens: INSEE